# Sympycnodes tripartita
Sympycnodes tripartita is een vlinder uit de familie van de Houtboorders (Cossidae). De wetenschappelijke naam van de soort werd voor het eerst gepubliceerd in 1894 door Thomas Pennington Lucas.
De soort komt voor in Australië (Queensland).
]